# دستگاه چلنیوم

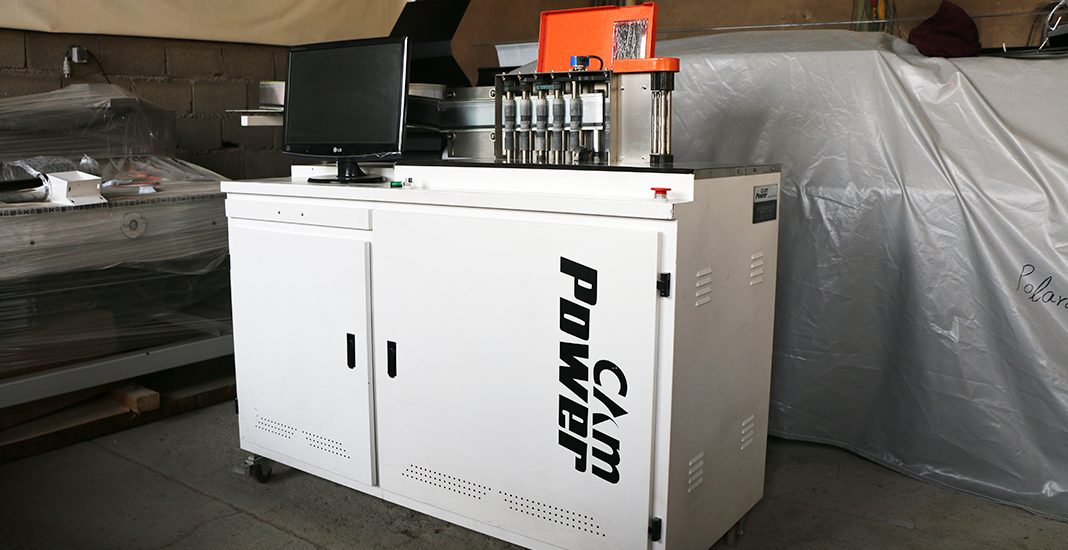

دستگاه چلنیوم‌ساز یا دستگاه خم چلنیوم نوعی تابلوهای تبلیغاتی که در روز روشنایی خوب و در شب به اندازه نور محیط بازتاب دارند و دید رانندگان را به هم نمی‌زند. نمای مدرن تابلوهای چلنیوم جایگزینی برای تابلوهای ال‌ئی‌دی (LED) شده‌اند. دستگاه خم چلنیوم حروف تابلو چلنیوم را می‌سازد. دستگاه خم چلنیوم زیرمجموعهٔ دستگاه سی‌ان‌سی و دستگاه برش لیزری است. چلنیوم یک دستگاه خم‌کاری به حساب می‌آید که به‌وسیلهٔ کامپیوتر کنترل می‌شود و فرمان می‌گیرد؛ و کنترل عددی این دستگاه با خم‌کاری دقیق باعث ایجاد حروف به هر زبانی می‌شود. قبل از چلنیوم فلکسی‌ها کاربرد مناسبی داشتند و برای تبلیغات استفاده می‌شدند. طوری که حروف برجستهٔ فلکسی با کمک نور درون آن که لامپ نئون یا زنون قرار داشت طرح برجستهٔ نورانی نمایان می‌شد. محدودیت‌های تعمیر و نگهداری و مسائل دیگر باعث شده که جای خود را به چلنیوم بدهد؛ و البته منحصر به فرد بودن آن به‌دلیل این‌که هر شکل و فونتی را می‌توان با چلنیوم ایجاد کرد. تجهیزات مورد نیاز خم‌کاری حروف چلنیوم یک دستگاه برش لیزری و یک دستگاه سی‌ان‌سی است.

## عملکرد دستگاه خم چلنیوم
حروف چلنیوم از مواد مختلفی مانند ورق فلزی و ورق‌های کامپوزیتی و آلیاژ آلومینیومی ساخته می‌شوند. به همین دلیل باید هنگام تهیه دستگاه به نوع کاربری آن توجه کرد. برای مثال برش دادن ورق فلزی با دستگاه خم چلنیوم پلاستیکی به دستگاه آسیب وارد می‌کند. سیستم عامل auto bender در برخی مدل‌های دستگاه خم چلنیوم استفاده شده‌است. این سیتم عامل مدیریت فایل با کمک هوش مصنوعی طبق استاندارد ویندوز را انجام می‌دهد.
برخی از مدل‌ها دارای توقف اضطراری یا توقف مرحله‌ای است که در دقت و زیبایی کار تأثیر به‌سزایی دارد. در دستگاه پیشرفته‌تر نرم‌افزار، برش دهنده‌های مناسب با هر مواد را آماده‌سازی می‌کند و معمولاً زاویهٔ انحنا بین ۳۵ تا ۱۳۵ درجه را دارا هستند.

## کاربرد دستگاه چلنیوم
دستگاه چلنیوم به عنوان یک ابزار پیشرفته، امکان تولید مدل‌های سه‌بعدی را با دقت بالا و سرعت مناسب فراهم می‌کند و به همین دلیل، در بسیاری از صنایع از جمله صنعت تابلوسازی مورد استفاده قرار می‌گیرد.
به طور مثال تابلو چلنیوم یکی از انواع تابلوهای تبلیغاتی است که به دلیل زیبایی و دوام بالا بسیار مورد توجه قرار گرفته است. این نوع تابلوها از جنس آلومینیوم و با استفاده از تکنولوژی‌های خاصی ساخته می‌شوند که باعث می‌شود جلوه‌ای مدرن و جذاب داشته باشند.

#### ویژگی‌ها و مزایای تابلو چلنیوم:
1. ظاهر زیبا: تابلوهای چلنیوم به دلیل براق بودن و تنوع رنگی بالایی که دارند، می‌توانند نظر هر بیننده‌ای را جلب کنند. استفاده از نورپردازی LED در این تابلوها به جذابیت آن‌ها می‌افزاید.
2. قابلیت شکل‌دهی: چلنیوم به راحتی به اشکال مختلف برش داده می‌شود و همین امر باعث می‌شود طراحان بتوانند طرح‌های خلاقانه و خاصی را اجرا کنند.
3. دوام و مقاومت: آلومینیوم مورد استفاده در تابلو چلنیوم مقاوم در برابر شرایط جوی، زنگ زدگی و UV است. این ویژگی‌ها باعث می‌شود که تابلو در طول زمان دچار تغییر رنگ یا آسیب نشود.
4. نصب آسان: تابلوهای چلنیوم به راحتی نصب می‌شوند و معمولاً نیازی به زیرساخت‌های خاصی ندارند.
5. تنوع کاربرد: این تابلوها می‌توانند در مکان‌های مختلف از جمله فروشگاه‌ها، رستوران‌ها، نمایشگاه‌ها و سایر مکان‌های تجاری به کار گرفته شوند.
6. خلاقیت در طراحی: با توجه به این که چلنیوم قابلیت‌های مختلفی از جمله نقره‌ای، طلایی، رنگی و… دارد، طراحان می‌توانند ایده‌های خلاقانه و منحصر به فردی را پیاده‌سازی کنند.

در نتیجه، تابلو چلنیوم یک گزینه عالی برای تبلیغات و معرفی برندها به حساب می‌آید. با توجه به زیبایی و ویژگی‌های منحصر به فردش، این تابلوها می‌توانند تأثیر چشم‌گیری در جذب مشتریان و معرفی خدمات داشته باشند.